# Il triangolo rosso
Il triangolo rosso è uno sceneggiato televisivo italiano trasmesso in prima visione dalla Rai nel 1967 e nel 1969.

## La serie
La regia era di Mario Maffei, Piero Nelli e Ruggero Deodato mentre gli interpreti principali erano Jacques Sernas, Riccardo Garrone, ed Elio Pandolfi.
I protagonisti delle storie erano un tenente e due brigadieri della Polizia stradale, che indagano per scoprire la dinamica di gravi incidenti e identificare i responsabili. Le vicende sono ispirate a fatti realmente accaduti.
La prima stagione, composta da sei episodi, venne trasmessa il venerdì sul Secondo Canale. La seconda stagione, di sette episodi, andò in onda due anni dopo, nella serata di giovedì, sul Programma Nazionale.
La prima stagione non aveva sigla dei titoli di testa, mentre la sigla di coda, Era uno come noi di Francesco Specchia e Claudio Cavallaro, era interpretata da I Profeti.
La seconda stagione aveva come sigla dei titoli di testa una versione strumentale di Sophie, interpretata dai Piranas. La sigla dei titoli di coda, Guarda dove vai di Franco Califano e Totò Savio, era interpretata da Marie Laforêt.
Curiosità: nella seconda stagione sono inseriti due cammei di artisti famosi. Nella puntata Gli amici, nel night club frequentato dal gruppo di giovani, si esibisce Mario Tessuto che canta "Un uomo solo", mentre nella puntata La tromba d'oro appare in una sala di registrazione Gigliola Cinquetti che canta "La pioggia".

## Elenco delle puntate

### Prima stagione
- Lo sconosciuto, regia di Piero Nelli, trasmessa il 21 luglio 1967.
- Un paio di occhiali, regia di Mario Maffei, trasmessa il 28 luglio 1967.
- Corte d'Assise, regia di Mario Maffei, trasmessa il 4 agosto 1967.
- Le due verità, regia di Mario Maffei, trasmessa l'11 agosto 1967.
- Il cappello nero, regia di Piero Nelli, trasmessa il 18 agosto 1967.
- Il guardiano notturno, regia di Piero Nelli, trasmessa il 25 agosto 1967.

### Seconda stagione
- Il segreto del lago, regia di Ruggero Deodato, trasmessa il 14 agosto 1969.
- La fuga, regia di Mario Maffei, trasmessa il 21 agosto 1969.
- Gli amici, regia di Ruggero Deodato, trasmessa il 28 agosto 1969.
- La chiave, regia di Mario Maffei, trasmessa il 4 settembre 1969.
- La luce bianca, regia di Mario Maffei, trasmessa l'11 settembre 1969.
- La tromba d'oro, regia di Mario Maffei, trasmessa il 18 settembre 1969.
- L'orologio si è fermato, regia di Mario Maffei, trasmessa il 25 settembre 1969.